# Alegeri parlamentare regionale în Catalonia, 2012
Alegerile parlamentare din Catalonia, au avut loc pe data de 25 noiembrie 2012 și au fost anunțate pe data 25 septembrie 2012. Alegerile au avut loc ca urmare a demonstațiilor din Barcelona din 11 septembrie 2012 ziua națională a Cataloniei pentru a cere independență cât și datorită discuțiilor dintre Președintele Cataloniei Artur Mas (CiU) și prim ministrul Spaniei Mariano Rajoy (PP) privind autonomiei fiscale din Catalonia. Artur Mas a semnat decretul în întâi octombrie 2012, decret care a impus alegerile parlamentare în 25 noiembrie.
| Format:Party name with colour                                        | Convergència i Unió - CiU                                                | 1,112,341 | 30.68 | -7.75  | 50  | -12 |
| Format:Party name with colour                                        | Partit dels Socialistes de Catalunya - PSC                               | 523,333   | 14.43 | -3.95  | 20  | -8  |
| Format:Party name with colour                                        | Esquerra Republicana de Catalunya - ERC                                  | 496,292   | 13.68 | +6.68  | 21  | +11 |
| Format:Party name with colour                                        | Partit Popular Català - PPC                                              | 471,197   | 12.99 | +0.62  | 19  | +1  |
| Format:Party name with colour                                        | Iniciativa per Catalunya Verds - Esquerra Unida i Alternativa - ICV-EUiA | 358,857   | 9.89  | +2.52  | 13  | +3  |
| Format:Party name with colour                                        | Ciutadans – Parti de la Ciutadania - C's                                 | 274,925   | 7.58  | +4.19  | 9   | +6  |
| Format:Party name with colour                                        | Candidatures d'Unitat Popular - CUP                                      | 126,219   | 3.48  | N/A    | 3   | N/A |
| Format:Party name with colour                                        | Plataforma per Catalunya - PxC                                           | 60,142    | 1.65  | -0.75  | 0   | 0   |
| Format:Party name with colour                                        | Solidaritat Catalana per la Independencia - SI                           | 46,608    | 1.28  | -2.01  | 0   | -4  |
|                                                                      | Alte partide                                                             | 102405    | 2,78  |        | 0   | 0   |
| Voturi în alb                                                        | Voturi în alb                                                            | 52,899    | 1.45  | -1.46  |     |     |
| Voturi valide                                                        | Voturi valide                                                            | 3,572,319 | 97.67 | +1.29  |     |     |
| Voturi invalide                                                      | Voturi invalide                                                          | 85,131    | 2.33  | -1.29  |     |     |
| Total și prezența la vot                                             | Total și prezența la vot                                                 | 3,657,450 | 69.56 | +10.78 | 135 | —   |
| Electorat                                                            | Electorat                                                                | '         | '     | —      |     |     |
| Source: http://www.parlament2012resultats.cat/09AU/DAU09999CM_L2.htm |                                                                          |           |       |        |     |     |